# Стеблівниця тигрова
Стеблівниця тигрова (Phytoecia tigrina (Mulsant, 1851) — субендемічний понтійсько-панонський вид жуків з родини скрипунових, ареал якого охоплює басейни Дністра і Дунаю, а також гори на заході Малої Азії.

## Етимологія назви
Наукова (латинська назва) Phytoecia tigrina — від лат. tigrina — смугаста, тиґрова.
Вернакулярна (українська) назва — те саме що і наукова.

## Підвиди
В межах європейського ареалу розрізняють два підвиди стеблівниці тигрової: стеблівниця тигрова звичайна (Phytoecia tigrina tigrina (Mulsant, 1851)) і стеблівниця тигрова подільська (Phytoecia tigrina podillica Zamoroka, Ruicănescu, & Manci, 2024).
- Cтеблівниця тигрова звичайна вирізняється відносно короткими головою і щелепами, широким і сильно випуклим лобом. Пігідій самиць трилопатевий із невеличкою виїмкою по середині. Парамери самців короткі й широкі, неглибоко розділені між собою.

- Cтеблівниця тигрова подільська характеризується сильно видовженими головою і щелепами, пласким і вузьким лобом. Пігідій самиць чотирилопатевий із глибокою виїмкою, схожою до такої ж у самців. Парамери самців — видовжені, вузькі, глибоко розділені між собою.

## Поширення
Станом на 2024-й рік відомо 10 метапопуляцій стеблівниці тигрової. Зокрема до них належать: 1) закарпатська (Україна); 2) трансильванська (Румунія); 3) банатська (Румунія, Угорщина, Сербія); 4) молдавська (Румунія, Молдова); 5) подільська (Україна); 6) задунайська (трансдунайська) (Угорщина); 7) балканська (Сербія, Болгарія); 8) причорноморська (узбережна) (Болгарія, Румунія, Туреччина); 9) егейська (Туреччина); 10) султанська (Туреччина). З цих метапопуляцій до підвиду стеблівниці тигрової подільської належать лише подільська і молдавська; до стеблівниці тигрової звичайної — закарпатська, трансильванська, банатська, задунайська, балканська, причорноморська. Підвидовий статус егейської і султанської залишаються нез'ясованими.
В Україні стеблівниця тигрова відома із Закарпаття і заходу Поділля, де початково було відомо лише два локалітети: Чорна Гора (ок. м. Виноградів) і Касова Гора (ок. м. Бурштин). Однак згодом було відкрито низку нових популяцій на Опіллі і Покутті (Подільська височина). В закарпатській частині ареалу стеблівниці тигрової представлений номінативний підвид — стеблівниця тигрова звичайна, а у подільській — стелівниця тигрова подільська.

### Помилкові дані про поширення
• Вірменія — помилкове визначення Phytoecia annulata Hampe, 1852;

• Греція (Пелопонес) — усі відомі знахідки належать до виду Phytoecia angusterufonotata (Pic, 1952);

• Ліван — усі відомі знахідки належать до виду Phytoecia griseomaculata (Pic, 1891);

• Росія (Кавказ) — походження відомостей залишається невідомим;

• Сирія — усі відомі знахідки належать до виду Phytoecia griseomaculata (Pic, 1891);

• Східна Європа — вид невідомий;

• Туреччина (Центральна, Східна) — знахідки належать до кількох різних видів, включаючи Phytoecia breverufonotata (Pic, 1952), Phytoecia griseomaculata (Pic, 1891), Phytoecia smatanai Holzschuh, 2003, Phytoecia samii Özdikmen & Turgut, 2010.

## Опис
Фітеція тигрова — жук невеликих розмірів 10-13 мм. Загальне забарвлення тіла чорне з плямистим біло-сірим волосяним покривом. Передньоспинку перетинають поздовжні світлі волосяні смуги, а на її середині розміщена червонувата пляма.

## Екологія
Стеблівниця тигрова має широку екологічну валентність, яка проявляється у заселенні середовищ із коливанням середньорічних температур в межах 7,3—12,8 °C і річної кількості опадів 466—714 мм. Екологічний оптимум для виду знаходиться в межах 10—11 °C середньорічної температури і 550—600 мм середньорічних опадів. Екологічний оптимум для різних метапопуляцій в межах ареалу значно коливається від прохолодних і вологих умов на півночі до теплих і сухих на півдні. У північній частині ареалу вид приурочений до рівнин і передгірських височин, а на півдні — до низько- і середньогір'їв.
Типовим оселищем для стеблівниці тигрової є кальцефільні ксеротермні луки із ділянками, що характеризуються порушеним рослинним покривом (карстові лійки, зсуви ґрунту, оголення материнської породи тощо) як природними, так і антропогенними чинниками. Такі умови швидко колонізуються воловиком Барельєвим (Cynoglottis barrelieri) — кормовою рослиною стеблівниці тигрової.

## Життєвий цикл
У Стеблівниці тигрової однорічна ґенерація.

## Охорона
Стеблівниця тигрова внесена до IV видання Червоної книги України (2021 р.) у категорії «рідкісний», а також Резолюції 6 Бернської Конвенції, Додатків II і IV Оселищної Директиви Європейського Союзу.